# Гров-Лейк (тауншип, Миннесота)
Гров-Лейк (англ. Grove Lake) — тауншип в округе Поп, Миннесота, США. На 2000 год его население составило 268 человек.

## География
По данным Бюро переписи населения США площадь тауншипа составляет 87,3 км², из которых 82,9 км² занимает суша, а 4,5 км² — вода (5,10 %).

## Демография
По данным переписи населения 2000 года здесь находились 268 человек, 102 домохозяйства и 77 семей.  Плотность населения —  3,2 чел./км².  На территории тауншипа расположено 154 постройки со средней плотностью 1,9 построек на один квадратный километр. Расовый состав населения: 100,00 % белых. Испанцы или латиноамериканцы любой расы составляли 2,24 % от популяции тауншипа.
Из 102 домохозяйств в 27,5 % воспитывались дети до 18 лет, в 68,6 % проживали супружеские пары, в 2,0 % проживали незамужние женщины и в 24,5 % домохозяйств проживали несемейные люди. 21,6 % домохозяйств состояли из одного человека, при том 12,7 % из — одиноких пожилых людей старше 65 лет. Средний размер домохозяйства — 2,63, а семьи — 2,94 человека.
25,4 % населения — младше 18 лет, 7,8 % — в возрасте от 18 до 24 лет, 21,3 % — от 25 до 44, 27,6 % — от 45 до 64, и 17,9 % — старше 65 лет. Средний возраст — 41 год. На каждые 100 женщин приходилось 117,9 мужчин.  На каждые 100 женщин старше 18 приходилось 104,1 мужчин.
Средний годовой доход домохозяйства составлял 36 250 долларов, а средний годовой доход семьи —  42 083 доллара. Средний доход мужчин —  30 625  долларов, в то время как у женщин — 19 375. Доход на душу населения составил 16 170 долларов. За чертой бедности находились 7,6 % семей и 9,5 % всего населения тауншипа, из которых 11,4 % младше 18 и 5,0 % старше 65 лет.